# Наунак
Науна́к (рос. Наунак) — село у складі Каргасоцького району Томської області, Росія. Входить до складу Новоюгинського сільського поселення.

## Населення
Населення — 41 особа (2010; 57 у 2002).
Національний склад (станом на 2002 рік):
- росіяни — 58 %
- селькупи — 19 %